# Byasa plutonius
Byasa plutonius är en fjärilsart som först beskrevs av Charles Oberthür 1876.  Byasa plutonius ingår i släktet Byasa och familjen riddarfjärilar. Inga underarter finns listade i Catalogue of Life.

## Bildgalleri

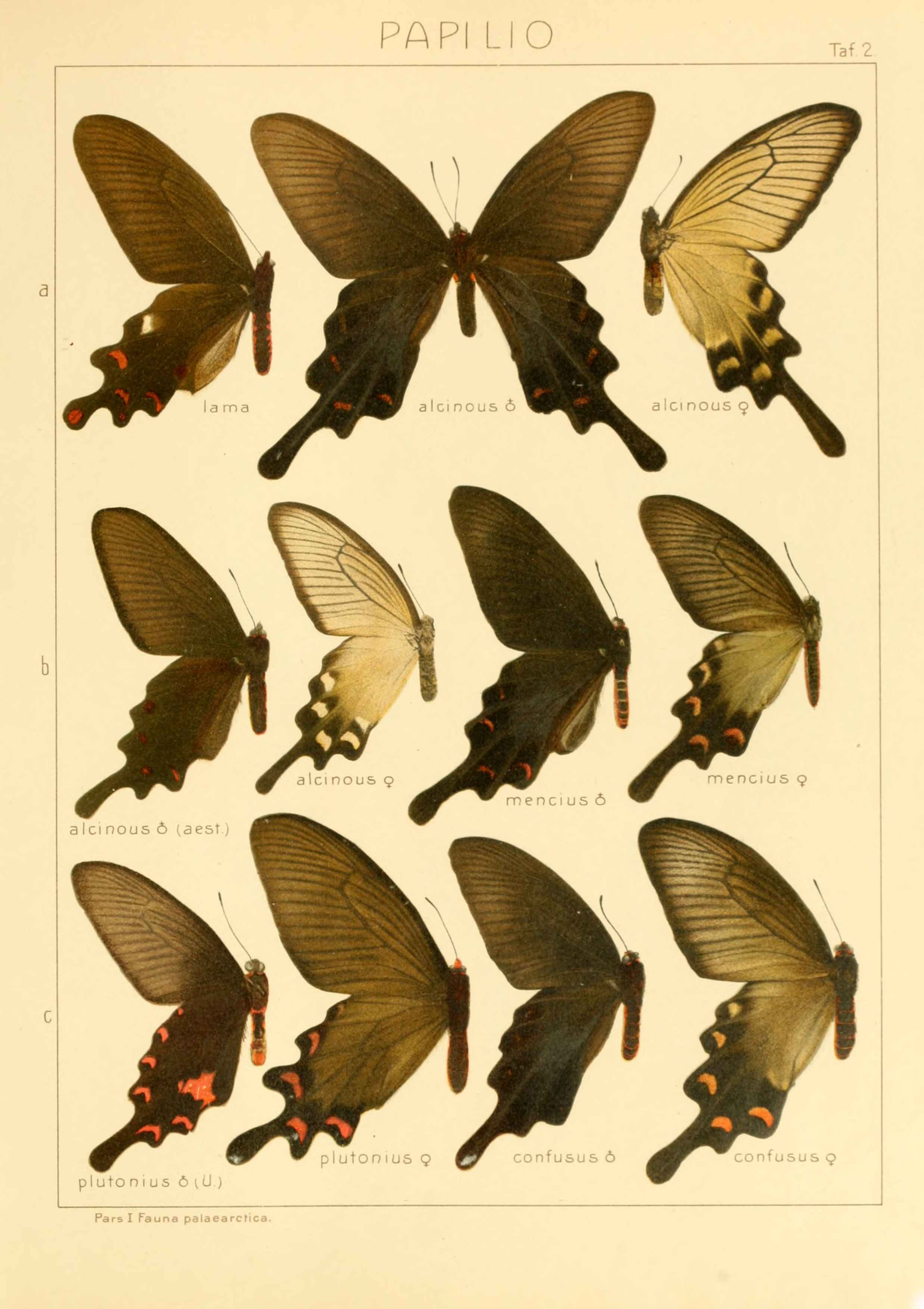
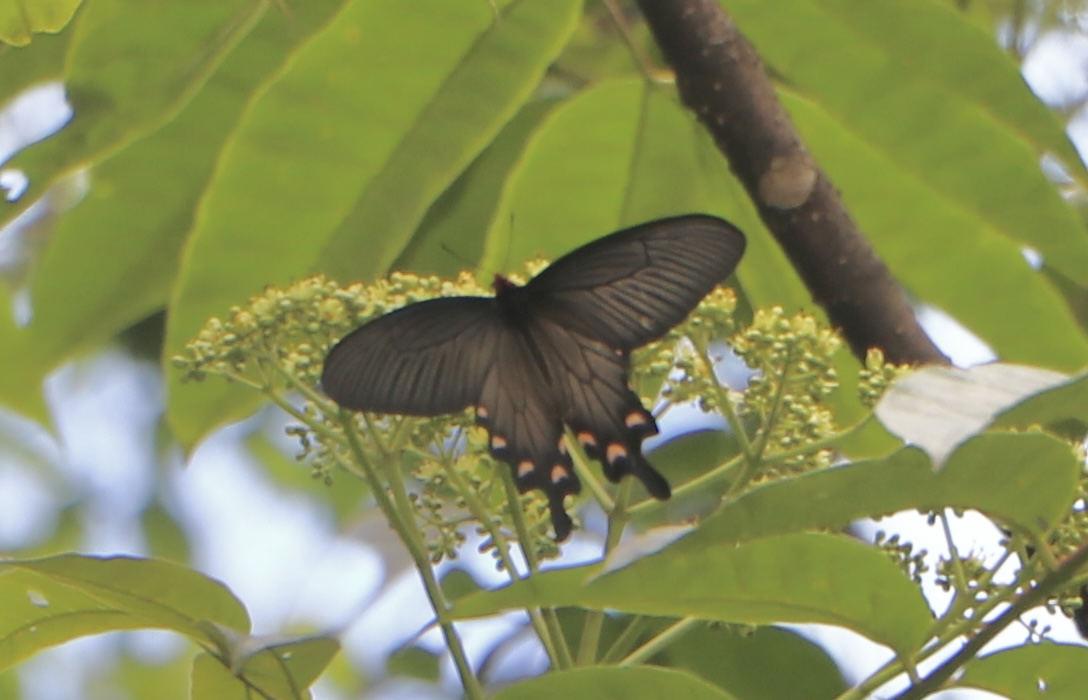